# Ononis cintrana
Ononis cintrana  es una especie botánica perteneciente a la familia de las fabáceas.

## Descripción
Hierba anual. Tallos de hasta 60 cm, peloso-glandulosos, con pelos no glandulares largos laxamente dispuestos. Hojas alternas, pecioladas, en general trifoliadas, con dos estípulas en la base parcialmente soldadas al peciolo con parte libre triangular, serrada. Flores hermafroditas, zigomorfas, pentámeras, largamente pediceladas con pedicelo de hasta 35 mm, dispuestas en inflorescencias terminales laxas y con pocas flores. Cáliz con 5 sépalos soldados, campanulado, de 8-13 mm, densamente peloso, con dientes lanceolados. Corola de 8-13 mm, con pétalo superior (estandarte) con pelos glandulares, rosado con nervios rojizos o anaranjados, y los  dos pétalos laterales (alas) y la quilla, formada por fusión de los dos pétalos inferiores, amarillos. Androceo con 10 estambres soldados en la parte inferior (androceo monoadelfo) para formar un tubo que rodea el ovario. Ovario súpero, con un solo carpelo. Fruto en legumbre de 7-10 mm, ligeramente peloso-gladuloso, sobre todo en el margen, con pelos galndulares y no glandulares, con 3-6 semillas tuberculadas.

## Distribución y hábitat
Endemismo ibérico-magrebí. Vive en matorrales y pastizales sobre sueos sueltos ácidos. Florece y fructifica desde la primavera al verano.

## Taxonomía
Ononis cintrana fue descrita por Félix de Avelar Brotero y publicado en Phytographia Lusitaniae Selectior 138, pl. 57 en 1816,
Etimología
Ononis: nombre genérico que deriva del nombre griego clásico utilizado por Plinio el Viejo para Ononis repens, una de las varias plantas del Viejo Mundo que tiene tallos leñosos, flores axilares de color rosa o púrpura y hojas trifoliadas con foliolos dentados.
cintrana: epíteto latíno 